# Jyske mesterskab 1934-35 (fodbold)
Det jyske mesterskab i fodbold 1934-35 var den 37. udgave af turneringen om det jyske mesterskab i fodbold for herrer organiseret af Jydsk Boldspil-Union. AGF vandt turneringen for niende gang og tangerede dermed AaBs rekord for flest titler.
De to bedste hold i hver af de to kredse, som ikke i forvejen spillede i Danmarksturneringen, kvalificerede sig til Oprykningsserien 1935-36.

## JBUs Mesterskabsrække

### Nordkredsen
AaB og AGF deltog samtidig i Mesterskabsserien 1934-35. Holstebro BK og Randers Freja deltog samtidig i Oprykningsserien 1934-35.

| Pos | Hold               | K  | V  | U | T | M+ | M- | MR    | P  | Kvalifikation eller nedrykning             |
| --- | ------------------ | -- | -- | - | - | -- | -- | ----- | -- | ------------------------------------------ |
| 1   | AGF (M)            | 14 | 10 | 1 | 3 | 39 | 21 | 1,857 | 21 | Kvalifikation til finale                   |
| 2   | AaB                | 14 | 7  | 3 | 4 | 38 | 29 | 1,310 | 17 |                                            |
| 3   | Holstebro BK       | 14 | 7  | 2 | 5 | 31 | 33 | 0,939 | 16 | Kvalifikation til Oprykningsserien 1935-36 |
| 4   | AIA                | 14 | 7  | 0 | 7 | 42 | 40 | 1,050 | 14 | Kvalifikation til Oprykningsserien 1935-36 |
| 5   | Aalborg Freja      | 14 | 5  | 2 | 7 | 40 | 35 | 1,143 | 12 |                                            |
| 6   | Viborg FF          | 14 | 4  | 3 | 7 | 27 | 28 | 0,964 | 11 |                                            |
| 7   | Randers Freja      | 14 | 4  | 3 | 7 | 20 | 37 | 0,541 | 11 |                                            |
| 8   | Brønderslev IF (O) | 14 | 4  | 2 | 8 | 20 | 36 | 0,556 | 10 | Nedrykning                                 |

### Sydkredsen
Esbjerg fB deltog samtidig i Mesterskabsserien 1934-35 og Fredericia BK og AFC i Oprykningsserien 1934-35..

| Pos | Hold          | K  | V | U | T | M+ | M- | MR    | P  | Kvalifikation eller nedrykning             |
| --- | ------------- | -- | - | - | - | -- | -- | ----- | -- | ------------------------------------------ |
| 1   | Horsens fS    | 14 | 9 | 1 | 4 | 40 | 27 | 1,481 | 19 | Kvalifikation til finale                   |
| 2   | Fredericia BK | 14 | 6 | 5 | 3 | 27 | 24 | 1,125 | 17 | Kvalifikation til Oprykningsserien 1935-36 |
| 3   | Esbjerg fB    | 14 | 7 | 1 | 6 | 41 | 37 | 1,108 | 15 |                                            |
| 4   | Vejen SF      | 14 | 5 | 4 | 5 | 38 | 38 | 1,000 | 14 | Kvalifikation til Oprykningsserien 1935-36 |
| 5   | AFC           | 14 | 5 | 4 | 5 | 28 | 30 | 0,933 | 14 |                                            |
| 6   | Vejle BK      | 14 | 4 | 4 | 6 | 20 | 27 | 0,741 | 12 |                                            |
| 7   | Kolding B     | 14 | 3 | 5 | 6 | 30 | 32 | 0,938 | 11 |                                            |
| 8   | AGF II (O)    | 14 | 4 | 2 | 8 | 33 | 42 | 0,786 | 10 | Nedrykning                                 |

## Finale
| 2. juni 1935 1. kamp |

| Horsens fS | 0 - 2   | AGF                                   |
| ---------- | ------- | ------------------------------------- |
|            | (0 - 1) | Carl Lundsteen 5' · Kai Nielsen 87' · |

| Horsens Idrætspark, Horsens Tilskuere: 3.000 Dommer: Gunnar Hansen, Aalborg |

| 5. juni 1935 2. kamp |

| AGF                                                           | 3 - 1   | Horsens fS          |
| ------------------------------------------------------------- | ------- | ------------------- |
| Agner Petersen 48' · Orla Laugesen 56' str. · Kai Nielsen 87' | (0 - 1) | Svend Petersen 5' · |

| Aarhus Stadion, Aarhus Tilskuere: 4.000 |

AGF vandt mesterskabet med fire point mod nul.

## Øvrige kilder
- Alstrup, Aksel (1950-1953). "JBU-mesterskabernes fordeling". Jysk Fodbold i Fortid og Nutid - Bind 1 & 2. Odense: Jydsk Boldspil-Union, Østergaards Forlag. s. 88-92.